# سیارک ۷۳۳۱
سیارک ۷۳۳۱ (به انگلیسی: 7331 Balindblad، نامگذاری:1985TV) هفت هزار و سیصد و سی و یکمین سیارک کشف شده‌است که در ۱۵ اکتبر ۱۹۸۵ کشف شد.
قدر مطلق سیارک برابر ۱۱٫۵۰ است.